# Équipe de France de hockey sur glace au Championnat du monde junior 2010
Philippe Bozon succède à Patrick Rolland à la tête de l'équipe de France junior. L'équipe termine dernière de poule et est reléguée au niveau inférieur pour l'année 2011.

## Contexte
Le championnat du monde junior des moins de 20 ans 2010 est disputé entre le 14 décembre 2009 et le 20 décembre 2009 à Megève et à Saint-Gervais-les-Bains en France.

## Alignement

### Joueurs
| Numéro | Nom                  | Position  | Date de naissance | Équipe                        | PJ | B | A | Pts | Pun | Participation |
| ------ | -------------------- | --------- | ----------------- | ----------------------------- | -- | - | - | --- | --- | ------------- |
| 3      | Crossman, Jason      | Défenseur | 15 mars 1990      | Brûleurs de loups de Grenoble | 5  | 1 | 0 | 1   | 10  | 2e            |
| 5      | Burgert, Julien      | Défenseur | 3 avril 1991      | Étoile noire de Strasbourg    | 5  | 0 | 0 | 0   | 6   | 1re           |
| 6      | Baazzi, Aziz         | Défenseur | 26 juin 1992      | Étoile noire de Strasbourg    | 5  | 0 | 3 | 3   | 4   | 1re           |
| 7      | Papa, Raphaël        | Attaquant | 26 février 1990   | Brûleurs de loups de Grenoble | 5  | 1 | 2 | 3   | 0   | 2e            |
| 8      | Bertrand, Charles    | Attaquant | 5 février 1991    | Lukko Rauma                   | 5  | 1 | 0 | 1   | 6   | 1re           |
| 9      | Vitton-Mea, Victor   | Défenseur | 18 juillet 1991   | Ours de Villard-de-Lans       | 5  | 0 | 0 | 0   | 0   | 1re           |
| 10     | Pivron, Pierrick     | Attaquant | 24 juin 1990      | Genève-Servette HC            | 4  | 0 | 1 | 1   | 2   | 1re           |
| 11     | Nicolas, Morgan      | Attaquant | 8 février 1990    | Commandos de Dieppe           | 5  | 0 | 1 | 1   | 14  | 1re           |
| 12     | Perez, Timotey       | Attaquant | 6 septembre 1990  | Action de Joliette            | 5  | 1 | 0 | 1   | 6   | 1re           |
| 13     | Moisand, Maxime      | Défenseur | 11 juin 1990      | Brûleurs de loups de Grenoble | 5  | 0 | 1 | 1   | 0   | 2e            |
| 14     | Ritz, Nicolas        | Attaquant | 26 février 1992   | Ducs de Dijon                 | 5  | 1 | 1 | 2   | 2   | 1re           |
| 15     | Dusseau, Kévin       | Défenseur | 24 juillet 1991   | Phénix de Reims               | 5  | 0 | 0 | 0   | 18  | 2e            |
| 16     | Brachet, Maxime      | Attaquant | 20 novembre 1990  | Kings de South Shore          | 5  | 1 | 0 | 1   | 2   | 1re           |
| 17     | Barbero, Victor      | Attaquant | 29 juin 1991      | Genève-Servette HC            | 4  | 0 | 0 | 0   | 2   | 1re           |
| 18     | Berthon, Eliot       | Attaquant | 27 avril 1992     | Genève-Servette HC            | 5  | 0 | 1 | 1   | 4   | 1re           |
| 19     | Gaborit, Robin       | Attaquant | 10 janvier 1991   | Drakkars de Caen              | 5  | 1 | 1 | 2   | 4   | 2e            |
| 21     | Bault, Romain        | Défenseur | 29 janvier 1990   | Gothiques d'Amiens            | 5  | 0 | 0 | 0   | 6   | 2e            |
| 22     | André, Mathieu       | Attaquant | 14 février 1990   | Rapaces de Gap                | 5  | 0 | 2 | 2   | 4   | 2e            |
| 23     | Claireaux, Valentin  | Attaquant | 5 avril 1991      | Gothiques d'Amiens            | 5  | 0 | 1 | 1   | 2   | 1re           |
| 24     | Arrossamena, Nicolas | Attaquant | 9 janvier 1990    | Brûleurs de loups de Grenoble | 5  | 2 | 1 | 3   | 0   | 2e            |

### Gardiens de but
| Numéro | Nom                | Date de naissance | Équipe                        | PJ | V | D | Min | BC | Moy  | Bl | A | Pts | Pun | Participation |
| ------ | ------------------ | ----------------- | ----------------------------- | -- | - | - | --- | -- | ---- | -- | - | --- | --- | ------------- |
| 1      | Raibon, Sébastien  | 3 novembre 1990   | Brûleurs de loups de Grenoble | 3  | 0 | 2 | 172 | 7  | 2,44 | 0  | 0 | 0   | 0   | 2e            |
| 20     | Fouquerel, Clément | 4 août 1990       | Drakkars de Caen              | 3  | 1 | 2 | 122 | 8  | 3,93 | 0  | 0 | 0   | 0   | 2e            |

### Entraîneur
- Philippe Bozon ( France)

### Résultats
- Classement final au terme du tournoi[2] : 6e position